# 음력 5월 10일
음력 5월 10일은 음력 5월의 10번째 날이다.

## 사건
- 1950년 - 6.25 전쟁 발발.

## 사망
- 1422년 - 조선 제3대 국왕 태종.
- 2018년 - 대한민국의 정치인 김종필.
- 2022년 - 대한민국의 방송인 송해.

## 같이 보기
- 음력 360일: 1월 2월 3월 4월 5월 6월 7월 8월 9월 10월 11월 12월
- 전날:5월 9일 다음날:5월 11일 - 전달:4월 10일 다음달:6월 10일
- 양력:5월 10일
- 음력, 윤달